# Kominiarska Rówień

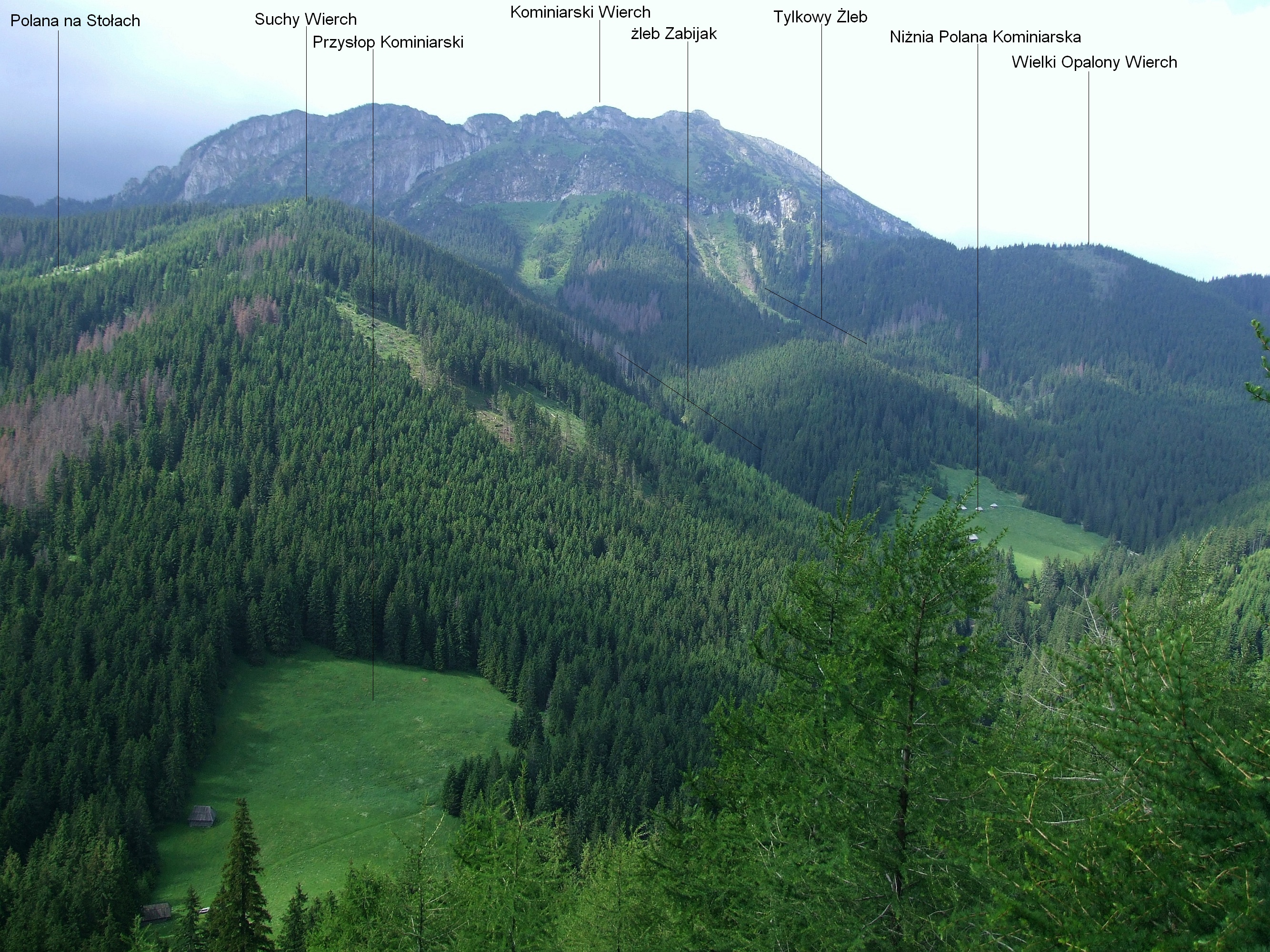
Niewielka Kominiarska Rówień widoczna poniżej Wielkiego Opalonego Wierchu

Kominiarska Rówień – niewielka, trawiasta rówień w Dolinie Lejowej w polskich Tatrach Zachodnich. Znajduje się w środkowej części Tylkowego Żlebu, na wysokości około 1300–1350 m n.p.m. Stanowi własność Wspólnoty Leśnej Uprawnionych Ośmiu Wsi. Dawniej wchodziła w skład Hali Kominy Tylkowe i była wypasana.